# Sahab Zahedi
Sahab Zahedi (perzsául: شهاب زاهدی; Malájer, 1995. augusztus 18. –) iráni labdarúgó, jelenleg a Puskás Akadémia játékosa kölcsönben az ukrán Zorja Luhanszk csapatától.

## Pályafutása

### Klubcsapatokban
Zahedi az iráni Persepolis akadémiáján nevelkedett, az iráni élvonalban 2014 októberében mutatkozott be. 2017-ben kölcsönben a szintén iráni Machine Sazi csapatában futballozott kölcsönben. 2017 nyarán az izlandi ÍBV csapatához igazolt, amellyel kupagyőztes lett. 2019 nyarán szerződött az ukrán élvonalbeli Olimpik Doneckhez, majd 2021 februárban a Zorja Luhanszk játékosa lett.
2022 márciusban fél évre kölcsönvette a Puskás Akadémia. 2022 áprilisában az NB I 29. (a Fehérvár ellen) és 30. fordulójában (a Mezőkövesd ellen) 2–2 gólt szerzett. 2023 júniusában bejelentették, hogy kölcsönszerződése lejártával távozik a magyar klubtól, ahol másfél év alatt 41 tétmérkőzésen 14 gólt szerzett, öt gólpasszt adott.

### A válogatottban
2022 januárban meghívót kapott Dragan Skočić szövetségi kapitánytól az iráni labdarúgó-válogatott február elsejei Egyesült Arab Emírségek elleni világbajnoki selejtezőmérkőzésére készülő keretébe, végül nem lépett pályára a mérkőzésen.

## Sikerei, díjai
ÍBV
- Izlandi labdarúgókupa győztes: 2017

 Puskás Akadémia
- Magyar labdarúgó-bajnokság bronzérmes: 2021–22